# シティ・オブ・ベナレス
シティ・オブ・ベナレスは、イギリスのエラーマン・ライン社のために1936年にグラスゴーのバークレー・カール造船所で建造された客船。第二次世界大戦中に、イギリスからカナダへ子供90人を疎開させるために使用された。1940年にドイツの潜水艦U-48によって撃沈され、子供77人を含む多数の死者を出した。本船の沈没は、イギリスにおいて大衆の激しい怒りを招き、イギリス本土の子供を海外に疎開させる緊急児童海外受入委員会（CORB）の計画を全面停止に追い込んだ。

## 船歴

### 建造と平時の運航
「シティ・オブ・ベナレス」は、グラスゴーのバークレー・カール造船所によって建造された。1935年8月5日に進水し、1936年10月に竣工した。その要目は、長さが486フィート1インチ（148.16m）、幅が62フィート7インチ（19.08m）、深さが30フィート8インチ（9.35m）である。動力はキャメル・レアード社製の石油燃焼蒸気タービン機関3基で、ギアを介してスクリュー1軸を回して推進し、速力は15ノットを発揮した。
「シティ・オブ・ベナレス」はインド航路用の客船として建造されたもので、処女航海は1936年12月7日にボンベイ（現ムンバイ）に向けて出航した。運航は船主であるエラーマン・ライン社の代わりにシティ・ライン社が行っていた。イギリス船籍の登録番号は164096番で、信号符字はGZBWが付与された。

### 最後の航海

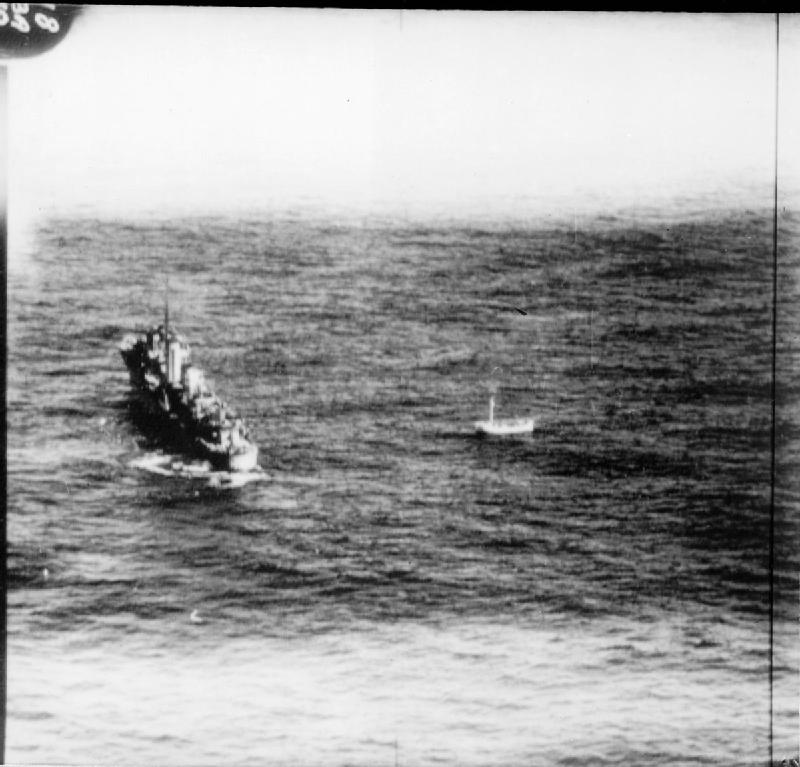
「シティ・オブ・ベナレス」の救命ボートから生存者を救出する駆逐艦「アンソニー」

第二次世界大戦の勃発から約1年が経過した1940年9月、「シティ・オブ・ベナレス」は、緊急児童海外受入委員会（CORB）の計画した児童疎開船として使用されることになった。当時、イギリス本土はバトル・オブ・ブリテンが始まり、空襲の危険が増していた。「シティ・オブ・ベナレス」にはイギリス本土からカナダに疎開する90人の子供が乗船した。そのほか、児童の付添人に志願した熟練のクラシック・ピアノ奏者であるメアリー・コーニッシュや、国会議員のジェームス・ボールドウィン＝ウェッブ、ドイツからの亡命作家であるルドルフ・オルデン夫妻、ドキュメンタリー監督のルビー・グリーアーソン、後に国会議員となったロジャー・フリートウッド＝ヘスケスの母であるアンネ・フリートウッド＝ヘスケス、当時15歳だった後の哲学者アンソニー・クイントンとその母、作家のモーニカ・マン（トーマス・マンの娘）夫妻なども乗船していた。
疎開者を収容した「シティ・オブ・ベナレス」は、ランドレス・ニコル船長の下で1940年9月13日にリヴァプールから出航、カナダへ物資積み取りに向かう他の貨物船18隻とともに護送船団のOB-213船団に加入して、カナダのケベックとモントリオールを目指した。本船はOB-213船団の旗艦とされ、代将として船団を指揮するマッキノン（E.J.G. Mackinnon）少将（殊勲賞拝受者）が座乗し、船団中央縦列の先頭に位置した。船団には護衛として駆逐艦1隻とスループ2隻が随伴しており、護衛艦不足の当時としては強力な護衛部隊だった。ただし、護衛艦が随伴するのは脅威度が高いウェスタンアプローチのうち西経17度線までの範囲とされ、護衛艦はカナダから来た別船団を護衛してイギリス本土に引き返すことになっていた。
9月17日、護衛部隊は、予定の西経17度線よりも160海里（約290km）進んだ地点でOB-213船団から分離した。護衛艦が居なくなったOB-213船団は、被害を分散するために船団を解散して単独航海に切り替えた。
単独航海を開始して3時間が経過した9月17日の夕方遅く、「シティ・オブ・ベナレス」は、ハインリヒ・ブライヒロート艦長の指揮するドイツ潜水艦U-48（UボートVII型）に発見された。同日23時45分に、U-48は魚雷2発を発射したが、いずれも命中しなかった。ついで、9月18日0時1分に、U-48はさらに1発の魚雷を発射した。この魚雷は「シティ・オブ・ベナレス」の船尾左舷に命中し、同船は30分以内にロッコール島西南西253海里の地点で横転沈没した。
「シティ・オブ・ベナレス」では、魚雷命中から15分後に総員退去が発令されたが、急速な傾斜と悪天候のため救命ボートの降下は容易ではなかった。10隻の救命ボートのうち、海面に降ろすことができたのは半数だけで、降下できたボートも高波により1隻を除いて転覆した。イギリス海軍のH級駆逐艦「ハリケーン」が24時間後に現場へ到着し、105人の生存者を収容してグリーノックに上陸させた。ところが、「シティ・オブ・ベナレス」が撃沈された際、汽船「マリナ」（SS Marina）も同時に撃沈されたところ、「ハリケーン」は「マリナ」の救命ボートの1隻を「シティ・オブ・ベナレス」の救命ボートと誤認して救助したため、洋上にいた「シティ・オブ・ベナレス」の12番救命ボートが代わりに見落とされてしまった。12番救命ボートには3週間分の食糧があったが、水は1週間分しか無かった。12番救命ボートに乗っていたのはインド人船員約30人と、その他船員数人、ポーランド人商人1人、疎開児童の付添人であるメアリー・コーニッシュとロリー・オサリバン（Rory O'Sullivan）神父、6人の疎開児童であった。12番救命ボートは大西洋上を8日間漂流した後、航空機に発見され、イギリス駆逐艦「アンソニー」によって救助された。

## 沈没の後

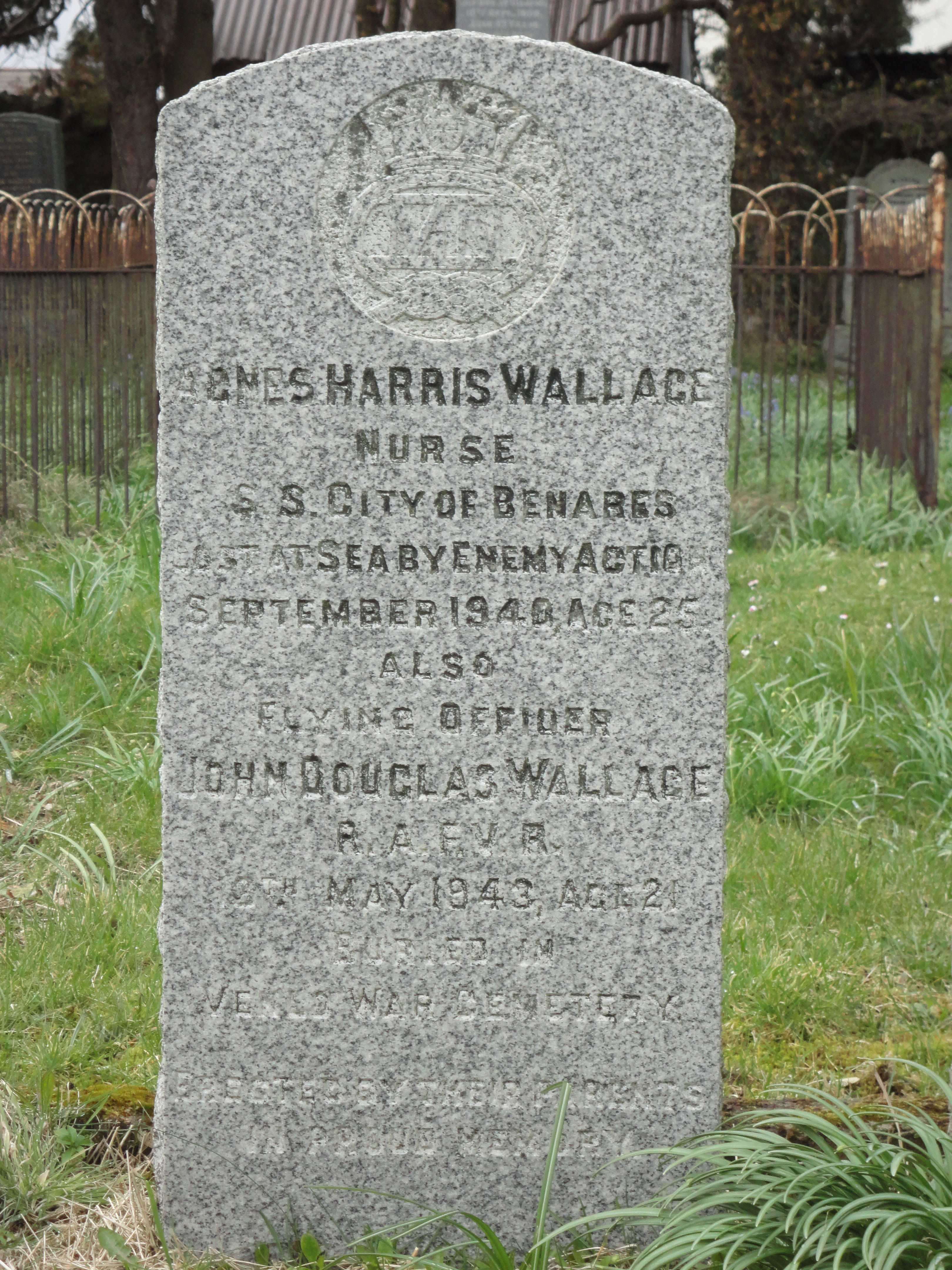
アラプールのオールド・テルフォード教会にある犠牲者の墓碑。

「シティ・オブ・ベナレス」の沈没の結果、407人の乗船者のうち260人が死亡した。死者の内訳は、船長と船員121人、マッキノン代将と司令部職員3人、乗客134人である。そして、乗客の死者134人のうち77人を疎開児童が占め、疎開児童90人のうち生きて上陸できたのは13人だけであった。沈没時の死者に救命ボート上で風雨に晒されたことによる死者も合わせ、最終的に90人の疎開児童のうち83人が死亡した。
本船の撃沈は議論を呼び、連合国側ではドイツ軍の「蛮行」を非難するとともに、子供たちの遺族に同情と支援が寄せられた。ドイツ側は攻撃は軍事目標に対する正当な行為であったと反論し、ドイツ側が戦闘海域であるとたびたび警告していたにもかかわらず、イギリス政府が子供たちの乗船を許可したことを逆に非難した。ドイツ側は、乗船者であったボールドウィン＝ウェッブ議員やオルデンらの渡航目的は米国に対する参戦要請であり、また、「シティ・オブ・ベナレス」の帰路では軍需物資を輸送するはずだったと主張した。
CORBの疎開計画については、「シティ・オブ・ベナレス」の撃沈の2週間前に客船「フォレンダム」がドイツ潜水艦U-60（UボートVII型）に雷撃されたときから、すでに疑問視されていた。「フォレンダム」の場合には320人の疎開児童が乗船していたが、全員が他の船に救助されていた。CORBの運営者らは計画が継続可能であると期待しており、北大西洋航路では高速の疎開船や護衛艦を使用することや、航路上の天候が良く敵潜水艦の数も少ないオーストラリアやインド、南アフリカ方面への疎開に注力することを報告書で提案した。しかし、イギリス海軍本部は、十分な数の高速護衛艦と輸送船舶が揃えられないこと、世論は海外への疎開継続に反対していることを指摘し、さらなる悲劇の発生を懸念していた。また、ウィンストン・チャーチル首相は、疎開は敵を助けて楽にさせる行為と信じており、CORBの疎開計画に反対していた。イギリス政府はCORBによる疎開計画の中止を発表し、出航準備中の子供たちは全員下船して帰宅するよう指示された。CORBの計画中止により公的な海外疎開は停止されたが、自主的な疎開は1941年まで大規模に続けられ、14,000人もの子供たちが疎開した。なお、大内健二によれば、CORBの疎開計画中止の最大の理由は、バトル・オブ・ブリテンにイギリスが勝利したことである。
「シティ・オブ・ベナレス」を撃沈した当時のU-48の艦長だったブライヒロートは、戦後に戦争犯罪の疑いで起訴された。ブライヒロートは、子供が乗船していたことは全く知らなかったし、自身の行動は軍事的に許される範囲であったと主張して、謝罪も拒否した。イギリス国防省戦史部のケイト・ティルデスリー（Kate Tildesley）ら複数の歴史研究者が、ブライヒロートは子供の乗船に気づいていなかったという説を支持している。ケイト・ティルデスリーは、“What was not known by Bleichrodt was that the liner he was attacking carried 90 children ... Only 13 of the children survived, and the understanding that Bleichrodt could not have known which passengers were on board the liner made little difference to his perceived culpability.”と述べている。U-48の通信士ら乗員の一部は、後に撃沈した船が子供を乗せていたことを知って、ショックを受け後悔したと述べている。彼らは、ドイツ側の立場からすれば、潜水艦が目標の船上に誰が乗っているのか知るすべはなかったと断言している。

## 関連作品
「シティ・オブ・ベナレス」沈没の全貌については、イギリスのノンフィクション作家ラルフ・パーカーの著作 Children of the Benares, A War Crime and its Victims  (published by Methuen London, 1987) に描かれている。
また、ジェイムズ・ヘネガンの小説『リヴァプールの空』（原題：Wish Me Luck）は、リヴァプールから「シティ・オブ・ベナレス」で疎開する少年の物語である。
マーサ・グライムズの小説 Dust は、「シティ・オブ・ベナレス」の沈没時に小さい子供が年長者によって救命ボートから突き落とされたという巷説に言及している。
ニコラ・マッカーシー（Nicola McCartney）作の演劇 Lifeboat は、「シティ・オブ・ベナレス」の生存者2人、ベス・ワルダー（Bess Walder）とベス・カミングス（Beth Cummings）についての物語である。
トム・ナゴルスキーの著作 Miracles on the Water: The Heroic Survivors of a World War II U-Boat Attack (Hyperion Books: New York, 2006. ISBN 1-4013-0871-6) には、「シティ・オブ・ベナレス」の撃沈に関係した人物や出来事についての目撃談が集められている。著者の祖父は、ポーランドからの移民で外交官であり、「シティ・オブ・ベナレス」の成人生存者の一人である。
キット・ピアソンの小説 The Sky is Falling では、登場人物のノラが「シティ・オブ・ベナレス」の沈没情報を聞く場面がある。ノラ自身は、別の船に乗ってきた疎開者という設定である。
疎開児童の付添人であったマイケル・レニーの記念施設が、ハムステッド・ガーデン・サバーブのSt Jude-on-the-Hill教会にある。マイケル・レニーは子供数名を救助した後に死亡した。
Sunderland Volunteer Life Brigade Watch House and Museum には、「シティ・オブ・ベナレス」の悲劇についての展示がある。